# 旧米桑
旧米桑（葡萄牙語：Missão Velha）是巴西塞阿拉州的一个市镇。总面积651.108平方公里，总人口33448人，人口密度51.4人/平方公里。